# SN 2001fk
SN 2001fk – supernowa odkryta 9 października 2001 roku w galaktyce A022804+0046. W momencie odkrycia miała maksymalną jasność 23,20m.